# Пулькин, Виктор Иванович
Виктор Иванович Пу́лькин (1941—2008) — российский писатель, фольклорист, Заслуженный работник культуры Республики Карелия.

## Биография
Отец погиб в годы Великой Отечественной войны на Карельском фронте. Воспитывался матерью.
После окончания Кондопожской средней школы, учился в Ленинградском художественно-педагогическом училище, затем на историко-филологическом факультете Петрозаводского госуниверситета. Работал учителем рисования, художником-оформителем, журналистом.
С 1966 года, по рекомендации Дмитрия Балашова, принят на работу заведующим отделом в музей-заповедник «Кижи». Участие В. Пулькина в литературной периодике началось с публикаций краеведческих очерков («У истоков красоты», 1968 год).
В 1977 году принят в Союз писателей СССР.
Его рассказы и повести печатались в журналах «Вокруг света», «Carelia», «Север», «Нева» и других, тематические циклы его передач о народном творчестве народов Карелии: русских, карелов, вепсов и финнов регулярно выходили на радио и телевидении.
В рамках экспедиций Института языка, литературы и истории КарНЦ РАН собрал обширный фольклорный материал в Карелии, Архангельской и Вологодской областях.

## Семья
Жена — Неонила Артёмовна Криничная (1938—2019), доктор филологических наук, Заслуженный деятель науки Российской Федерации.

## Звания и награды
- Заслуженный работник культуры Республики Карелия (1992)
- Медаль к 100-летию М. А. Шолохова «За гуманизм и служение России»
- Лауреат года Республики Карелия (2002)

## Произведения
- Кижские рассказы. — М,, 1973. — 262 с.: ил.
- Вепсские напевы. — Петрозаводск, 1973. — 79 с.: ил.
- Происхождение красоты. — Петрозаводск, 1979. — 120 с.: ил.
- Красный остров. — Петрозаводск, 1979. — 120 с.: ил.
- Подаренье: Предания, очерки, повесть. — Петрозаводск, 1984. — 240 с.
- Перун-трава. — Петрозаводск, 1985. — 208 с.
- Это наша с тобою земля. — Петрозаводск, 1987. — 155 с.
- Медный вершник. — Петрозаводск, 1988. — 158 с.
- Чаша мастера. — Петрозаводск, 1990. — 139 с.
- Царские персты. — Петрозаводск, 2002. — 176 с.
- Кленовое кантеле: сказания о пришедших издалека. — Петрозаводск, 2008. — 170 с.: ил., портр. ISBN 978-5-7545-1573-4